# 弗朗齐歇克·皮格尔
弗朗齐歇克·皮格尔（捷克語：František Pürgl，1965年8月26日—），捷克男子田径运动员。他曾代表捷克参加2000年和2004年夏季残疾人奥林匹克运动会田径比赛，获得一枚银牌和一枚铜牌。